# خنجر (سمك)
خنجر أو ميكروستوم (الاسم العلمي Microstoma)، جنس أسماك بحرية من رتبة فضيات الشكل وفصيلة الخنجريات. جسمه مستطيل الشكل كالخنجر يطول نحو 20 سم. عيناه كبيرتان، بارزتان. زعنفته الذيلية فارقة. ثوبه إلى الربدة الفضية. زعانفه صفر. لحمه متوسط الصنف، مأكول.

## الأنواع
يوجد حاليًا نوعان في جنس الخنجر:
- Microstoma australis Gon & A. L. Stewart, 2014 (Slender smallmouth) [2]
- Microstoma microstoma A. Risso, 1810 (Slender argentine)